# 산30사운드
산30사운드는 2011년 대학가요제 본선 진출팀이다.
산30사운드는 개성보컬 쟈미 바비(김수현), 바이올린 박지현, 프로그래머 JDMP(주대건), 여성보컬 문현주, 키보드 이나리, 기타 정순재, 베이스 권오민, 이렇게 7명의 멤버로 구성되어 있다. 그들의 대표곡은 일렉트로 스윙 장르인 'Complex party' 로 컴플렉스를 가진 사람들의 이야기를 재미있게 풀어낸 노래이다. 산30사운드는 2012년 2월 13일에 정규 1집 '7COULEURS DE L'ARC-EN-CIEL'를 발매하였다.